# U-620
Unterseeboot 620 foi um submarino alemão do Tipo VIIC, pertencente a Kriegsmarine que atuou durante a Segunda Guerra Mundial.

## Comandantes
| Comandante         | Data                                          |
| ------------------ | --------------------------------------------- |
| Kptlt. Heinz Stein | 30 de abril de 1942 - 13 de fevereiro de 1943 |

## Subordinação
Durante o seu tempo de serviço, esteve subordinado às seguintes flotilhas:
| Período                                        | Flotilha                                  |
| ---------------------------------------------- | ----------------------------------------- |
| 30 de abril de 1942 - 30 de setembro de 1942   | 8. Unterseebootsflottille (treinamento)   |
| 1 de outubro de 1942 - 13 de fevereiro de 1943 | 3. Unterseebootsflottille (serviço ativo) |

## Operações conjuntas de ataque
O U-620 participou das seguinte operações de ataque combinado durante a sua carreira:
- Rudeltaktik Luchs (27 de setembro de 1942 - 6 de outubro de 1942)
- Rudeltaktik Panther (6 de outubro de 1942 - 11 de outubro de 1942)
- Rudeltaktik Leopard (12 de outubro de 1942 - 19 de outubro de 1942)
- Rudeltaktik Südwärts (24 de outubro de 1942 - 26 de outubro de 1942)
- Rudeltaktik Delphin (26 de dezembro de 1942 - 13 de fevereiro de 1943)